# Жан Луи Мартен Кастан
Жан Луи Мартен Кастан (на френски: Jean Louis Martin Castagne) е френски ботаник, миколог и дипломат.

## Биография
Роден е на 11 ноември 1785 г. в Марсилия в семейството на Мари Луиз Де Гра и Оноре Огюст Кастан. В периода 1814 – 1833 г., заедно с брат си Огюст Кастан, се установява като търговец в Цариград. От 1820 г. е депутат от Френската търговска камара. Поддържа много добри отношения с френското посолство, при закриването на което от 1827 до 1829 г. е избран и признат от Високата Порта за представител на френската нация в Цариград. От посолството е натоварен с официалната кореспонденция между Министерството на външните работи, френските посолства във Виена и Петербург и командващия Адмирал на Източната френска флота. През 1829 г. е приет за кавалер на Кралския орден на Почетния легион на Франция. През 1833 г., след завръщането си във Франция, е избран за кмет на Мирама, департамент Буш дьо Рон, а от 1850 г. за генерален секретар на Тройната комисия за облагородяване на Кро.
Той е изтъкнат ботаник и автор на множество трудове. Член е на Академиите за наука, литература и изкуство в Марсилия и в Екс, на Медицинското общество в Марсилия, на Обществото за физика и естествена история в Женева, на Азиатското дружество в Париж, на областното Общество по земеделие в Буш дьо Рон, на Обществото за наука и литература в Шербург. Открива 11 вида нови растения и ги описва в своите научни трудова, а на самия него са посветени повече от десет вида новооткрити растения. Умира на 17 март 1858 г. в Мирама.
Личният му архив е част от Родов фонд „Кастан – Дюрони“, който се съхранява във фонд 811К в Държавен архив – Варна.